# David Felgate
David Felgate (født 4. marts 1960 i Blaenau Ffestiniog) er en walisisk tidligere fodboldspiller, der spillede som målmand. Felgate havde en lang karriere fra 1978 til 1995, hvor han spillede 612 Football League-kampe. 238 af ligakampene kom i hans periode i Bolton Wanderers. Han har desuden spillet for Rochdale, Crewe Alexandra, Lincoln City, Grimsby Town, Cardiff City, Chester City og Wigan Athletic.